# Casey Powell
Casey Powell est un joueur professionnel de crosse évoluant au poste d'attaquant pour le Launch de Floride en Major League Lacrosse. Il a réalisé sa carrière universitaire au sein de l'Orange de Syracuse.

## Carrière Universitaire
Casey Powell intégère l'Université de Syracuse en 1995.
Durant ses années universitaires, Powell domine le championnat sur le plan individuel. 
Dès sa première année il remporte le titre national avec son équipe, est nommé dans la All-Tournament Team et dans la deuxième équipe USILA All-American au poste de milieu de terrain.
Les trois années suivantes, Syracuse est éliminée en demi-finale du championnat ce qui n'empêche pas Powell d'être à chaque fois nommé dans la All-Tournament Team et dans la première équipe USILA All-American au poste d'attaquant.
Ses performances lui permettent également d'obtenir le très convoité titre de meilleur joueur du championnat (Most Outstanding Player) en 1997 et 1998, d'être nommé meilleur milieu de terrain de l'année en 1996 et meilleur attaquant de l'année en 1998.
En plus des récompenses obtenues, les entraîneurs des autres équipes l'encensent dans les medias. Pour Tony Seaman, l'entraîneur de l'Université Johns-Hopkins, Powell est la "seconde chose la plus proche de Dieu". Dick Powell, de l'Université du Maryland, déclare qu'"il n'y a aucun doute sur le fait qu'il est le meilleur attaquant du moment".
Sa domination sur le terrain pousse même son entraîneur, Roy Simmons, a le mettre sur le banc. Le 30 avril 1997, au début des prolongations du dernier match de la saison régulière en face à Hobart, Simmons garde Powell sur la touche. Il expliquera plus tard sa décision. Le plan de jeu de l'équipe adverse tournait exclusivement sur le contrôle de Powell par la défense. En mettant celui-ci sur le banc, l'adversaire était déstabilisé. Sans jouer, l'influence et la crainte qu'il suscitait était donc utile à l'équipe, et lorsque Simmons décide finalement qu'il est temps de le faire entrer sur le terrain, Powell inscrit le but de la victoire.

## Carrière Professionnelle

### Carrière en MLL
Casey Powell rejoint la Major League Lacrosse dès sa création en 2001. Il joue alors sous les couleurs des Lizards de New York (Lizards de Long Island à l'époque).
Au côté notamment de Paul Gait, il remporte avec les Lizards le tout premier titre MLL. L'année suivante, il participe encore à la finale du championnat mais sans succès cette fois-ci. Il termine la saison meilleur marqueur et meilleur passeur de la ligue.
À l'issue de la saison 2002, Powell est échangé aux Rattlers de Rochester où il rejoint son frère Ryan. La saison 2003 se solde par un échec. L'équipe ne se qualifie pas pour les playoffs.
En 2004 et 2005, l'équipe échoue à nouveau mais atteint tout même les demi-finales. Powell reçoit toutefois son premier titre individuel en MLL. Il est nommé meilleur attaquant de l'année.
Le 18 avril 2006, il annonce qu'il ne participera pas à la saison MLL qui se prépare. Comme d'autres joueurs, il fait ce choix afin de préparer dans les meilleures conditions possibles le championnat du monde 2006 avec l'équipe des États-Unis.
De retour avec les Rattlers en 2007, Powell et son équipe échouent une nouvelle fois en demi-finale du championnat avant de finalement remporter le titre l'année suivante (2008).
En 2009, de nombreux changements décidés par la ligue mettent fin à l'existence des Rattlers. Powell est envoyé d'office à Toronto. Il refuse de signer son contrat et ne joue pas la saison 2009.
En 2010, Powell est sélectionné par le Machine de Chicago lors de la Supplemental Draft mais choisit finalement de ne pas jouer en MLL cette saison.
En raison d'une blessure, il ne revient sur les terrains de la ligue qu'à la fin de la saison 2011 avec les Nationals de Hamilton. Il joue les deux derniers matchs de la saison régulière, la demi-finale et la finale (perdue) du championnat. Il se blesse lors de cette dernière mais finit tout de même meilleur marqueur des playoffs avec 5 buts et 8 points.
En 2012, toujours handicapé par sa blessure survenue lors de la finale 2011, il ne participe pas au début de saison. Très vite après son retour, il est suspendu pour un match à la suite d'un choc illégal lors de la rencontre du 16 juin face aux Bayhawks de Chesapeake. Sa suspension se voit prolonger à toute la saison 2012 et à la saison 2013. Il explique que la ligue a pris cette décision à la suite de sa participation à une autre compétition, la Lake Placid Summit Classic les 4 août 2012 et décide de se retirer de la ligue. Il laisse toutefois sous entendre qu'il pourrait revenir signant le mail dans lequel il annonce son retrait au magazine Inside Lacrosse "Sincérement, Brett Favre", une référence au quarterback américain ayant annoncé plusieurs fois sa retraite avant de revenir en NFL.
En 2013, il rejoint finalement l'effectif des Bayhawks qu'ils l'ont sélectionné lors de la Supplemental Draft. Là encore il manque le début de la saison et ne pose le pied sur un terrain MLL que le 18 juillet, soit trois mois après le début du championnat.  La saison 2013 se conclut mieux que les précédentes pour Powell qui remporte avec les Bayhawks son troisième titre.
En décembre 2013 il est envoyé au Launch de Floride en échange de Joe Walters. La saison 2014 lui permet de renouer avec une saison complète. Ses prestations sur le terrain lui permettent même d'être élu MVP de la saison et ce, malgré la non-qualification de son équipe pour les playoffs.

### Carrière en NLL
Le 21 septembre 1998, Powell est sélectionné en premier choix de la draft par les Knighthawks de Rochester.
Pour sa première année dans la ligue il marque 9 buts et réalise 21 passes durant la saison régulière. Les Knighhawks se qualifient pour les playoffs puis pour la finale qu'ils perdent finalement face à Toronto.
Il joue encore une saison avec Rochester. À la fin de l'année 2000, Powell met de côté sa carrière en NLL pour se concentrer sur son emploi chez l'équipementier Warrior Lacrosse.
En 2001, les Knighthawks se séparent de Powell et ses droits son acquis par les Bandits de Buffalo. Il signe un contrat avec l'équipe mais ne se présentera jamais à Buffalo. Il est échangé fin 2003 au Storm d'Anaheim.
Il joue 2 saisons (2004 et 2005) avec l'équipe californienne qui termine chaque année dans les fonds du classement NLL ce qui n'empêche pas Powell d'être sélectionné ces deux années pour le All-Star Game.
À la fin de la saison 2005, le Storm disparait. Ses droits sont acquis par les Lumberjax de Portland mais Powell décide de ne pas jouer durant la saison 2006. Il est alors échangé à la fin de l'année aux Titans de New York. Il joue trois années pour New York à l'issue desquelles il est à chaque fois sélectionné pour participer au All-Star Game. 
À la fin de la saison 2009, les Titans quittent New York pour Orlando. Powell signe avec cette nouvelle équipe avant le début de la saison 2010. Il permet à la franchise de terminer la saison régulière en tête de la division Est mais les Titans échouent ensuite en demi-finales. Powell réalise une excellente année. Il marque 44 buts et effectue 36 assistances en saison régulière, une performance qui lui permet d'être nommé MVP 2010 et d'être de nouveau appelé pour le All-Star Game.
Il quitte Orlando à la fin de la saison pour rejoindre les Blazers de Boston. Il réalise encore une bonne saison 2011 mais n'obtient cette fois-ci aucune récompense collective ou individuelle.
Les Blazers disparaissent à la fin de la saison et les droits de Powell sont acquis par les Knighthawks de Rochester. Il décide de ne pas jouer la saison 2012 en raison d'un genou blessé et est donc placé sur la hold out list par les Knighthawks,.
Il signe de nouveau avec Rochester pour la saison 2013. Il commence le championnat mais est échangé en cours de route au Mammoth du Colorado. Ironie du sort, après un mauvais départ en saison régulière, les Knighthawks remportent finalement la finale du championnat sans Powell.
À l'aube de la saison 2014, Powell annonce au Mammoth qu'il ne peut pas s'engager avec l'équipe pour des raisons personnelles. Il manque le début du championnat mais fait son retour pour le huitième match de la saison.
En 2015, Powell n'est présent dans aucun effectif NLL.